# カタリナ・リンデン
マルギット・カタリナ・リンドグレン（英語：Margit Catharina Lindgren、1963年5月10日 - ）は、スウェーデン・ピーテオ出身の女性フィギュアスケート選手（女子シングル）で、現在はフィギュアスケートコーチ兼振付師。夫はフィギュアスケートコーチ兼振付師のトム・ディクソン。

## 経歴
1981年から1984年の女子シングルスウェーデンチャンピオン。また、1984年のサラエボオリンピックの成績は20位。アマチュア引退後はアメリカのアイスショー「アイスカペード」に参加した。
現在は、アメリカで夫と共にフィギュアスケートコーチ兼振付師として活動している。

## 主な戦績
| 大会/年            | 1979-80 | 1980-81 | 1981-82 | 1982-83 | 1983-84 |
| ------------------ | ------- | ------- | ------- | ------- | ------- |
| 冬季オリンピック   |         |         |         |         | 20      |
| 世界選手権         |         | 18      | 19      | 17      |         |
| 欧州選手権         |         | 16      | 22      | 21      |         |
| ノルウェー選手権   | 3       |         |         |         |         |
| スウェーデン選手権 | 2       | 1       | 1       | 1       | 1       |
| NHK杯              |         | 7       |         | 5       |         |